# Каримский, Анюр Мусеевич
Аню́р Мусе́евич Кари́мский (27 сентября 1932, Башкирская АССР, СССР — 8 октября 1993, Москва, Россия) — советский и российский философ, специалист по истории философии, антропологии, религиоведению и философским вопросам педагогики. Доктор философских наук, профессор. Один из авторов «Атеистического словаря».

## Биография
Родился 27 сентября 1932 года в Кугарчинском районе Башкирской АССР.
В 1955 году окончил философский факультет МГУ имени М. В. Ломоносова, а в 1967 году аспирантуру по кафедре истории зарубежной философии.
Работал в международном отделе Центрального комитета Профессионального союза работников просвещения, высшей школы и научных учреждений.
С 1967 до конца жизни преподавал историю зарубежной философии на философском и других факультетах МГУ имени М. В. Ломоносова.
В 1968 году в МГУ имени М. В. Ломоносова защитил диссертацию на соискание учёной степени кандидата философских наук по теме «Проблема природы и человека в философии американского натурализма»
С 1971 года — доцент, с 1984 года — профессор кафедры истории зарубежной философии философского факультета МГУ имени М. В. Ломоносова.
В 1981 году в МГУ имени М. В. Ломоносова защитил диссертацию на соискание учёной степени доктора философских наук по теме «Проблема гуманизма в современной буржуазной философии США»

## Научная деятельность
В область научных интересов А. М. Каримского входила история новой и современной философии, а также американистика и германистика. Он занимался разработкой философии человека, социологии времени и философии истории.
А. М. Каримский предпринял попытку преодолеть распространенный упрощение и вульгаризм в толковании некоторых вопрос историко-философского развития человечества. Исследуя американскую философию, он старался осуществить конкретную спецификацию синтеза имманентной логики историко-философского процесса и детерминирующих социально-культурных факторов во взаимодействии американской и европейской культур. В этом ему удалось показать всемирную значимость американской философии XVIII века, а также уточнить целый ряд понятий, которые связаны с теориями общественного договора («естественное право», «стремление к счастью» и прочие). А. М. Каримский считал натурализм широко распространенным в современной американской философии, который сам по себе представляет лишь способ и форму спасения и возрождения спекулятивного метода и метафизики, без которых было бы невозможно само философское мышление. Занимаясь изучением философии истории Гегеля, он стремился воссоздать концепцию иронии истории, которая не была ясно выражена представителем немецкой классической философии в своих трудах. Также А. М. Каримский пытался доказать неверность приписывания идей конца познания, конца развития и конца истории Гегелю.

## Семья
Супруга — Н. Н. Каримская.

## Научные труды

### Монографии
- Каримский А. М. Философия американского натурализма. М., 1972
- Каримский А. М. Революция 1776 г. и становление американской философии. М., 1976
- Каримский А. М. Проблема гуманизма в современной американской философии. М., 1978
- Каримский А. М. Современная буржуазная философия и религия. [В соавт.]. М., 1977
- Каримский А. М. Проблема зла в современной теологии. М., 1979
- Каримский А. М. Социальный биологизм. М., 1984
- Каримский А. М. Теология истории и реальность: к критике протестантской эсхатологии. М., 1985;
- Каримский А. М. Философия истории Гегеля. М., 1988

### Статьи
на русском языке
- Каримский А. М. Место человека в техницистских социальных системах. Часть 1 // Вестник Московского университета. 1974. № 1.
- Каримский А. М. Место человека в техницистских социальных системах. Часть 2 // Вестник Московского университета. 1974. № 2.
- Каримский А. М. Проблема человека в философской и педагогической мысли Канта // Советская педагогика. 1974. № 4.
- Каримский А. М. Педагогические идеи американской революции // Советская педагогика. 1976. № 7.
- Каримский А. М. Модернизм и традиционализм в американском протестантизме // Философия, религия, культура. М., 1982;
- Каримский А. М. Социальный этологизм о природе войны и социальных конфликтов // Проблемы мира и социального прогресса в современной философии. М., 1983
- Каримский А. М. Что такое «чёрная теология?» // Атеистические чтения. Вып.13. М., 1984
- Каримский А. М. Американская романтическая утопия. // Проблемы американистики. Вып. 4. М., 1986
- Каримский А. М. Американский натурализм: история и перспективы // Вестник Московского университета. 1991. № 1
- Каримский А. М. Теологические трактовки «американской исключительности» // Проблемы американистики. Вып.9. М., 1993.

на других языках
- Karimov A. M. American naturalism from a поп-american perspective // Transactions of the Charles Pierce Society. V. XXVIII. 1992. № 4